# Camenta rubropilosa
Camenta rubropilosa är en skalbaggsart som beskrevs av Achille Raffray 1877. Camenta rubropilosa ingår i släktet Camenta och familjen Melolonthidae. Inga underarter finns listade.